# Natascha Selinger
Natascha Selinger, eigentlich Rotraud Selinger (geb. Schultz; * 14. November 1938 in Remscheid), ist eine deutsche Schriftstellerin und ehemalige Mitarbeiterin des Goethe-Instituts.

## Leben
Selinger studierte Germanistik, Romanistik sowie Kunstgeschichte. 1965 wurde sie an der Universität Tübingen mit der Dissertation Die Kathedrale in der neueren französischen Literatur zum Dr. phil. promoviert. Danach arbeitete sie als DAAD-Deutschlektorin in der Türkei und Finnland und war als Assistentin am Romanistischen Institut der Universität Tübingen tätig. Es folgte eine Anstellung als Gymnasiallehrerin auf der ostfriesischen Insel Langeoog, wo auch ihr 1977 erschienenes Kinderbuch Karlchen Kummer oder Wie man ein blaues Kamel spielt. Danach lehrte sie als Assistant Professor im Iran.
Ab 1980 arbeitete Selinger an verschiedenen Standorten für das Goethe-Institut, so war sie sieben Jahre in Indien und Indonesien tätig und später fünf Jahre am Institut in Warschau als Referentin »Pädagogische Verbindungsarbeit«. Sie leitete die Goethe-Institute in Kathmandu (1996) und Addis Abeba (2000).
Der Aufenthalt in Indien inspirierte sie zu der Erzählung Schaukel. Ach Sommer, die 1988 bei S. Fischer erschien. Diese handelt von dem 30-jährigen Leo Bredlow, der – arbeitslos und ohne Familie – auf einer Indienreise versucht den Sinn des Lebens zu finden. Für dieses Werk wurde Selinger mit dem Literaturpreis der Jürgen Ponto-Stiftung ausgezeichnet. Es wurde mehrfach in der Presse besprochen, unter anderem von Kyra Stromberg (Süddeutsche Zeitung), Martin Hielscher (Die Zeit) und Reinhard Tschapke (Die Welt).
Danach veröffentlichte Selinger weitere Erzählungen und Kurzgeschichten in Zeitschriften und Sammelbänden. Begegnungen mit Aussiedlern aus Polen verarbeitete sie in Danziger Goldwasser (Die neue Rundschau, 3/1991) und Der Regisseur (Der Gipfel. Die besten Geschichten des Montblanc-Literaturpreises, 1993). Ihre Erfahrungen in Warschau spiegeln sich wider in Hundert Jahre, Warschauer Winter, Auf Zehenspitzen durch das Leben und Der Amokläufer (die horen, 1/1994). Auch schrieb sie die englischsprachige Kindergeschichte I bet you'd do the same (Writers for Ethiopian Children, 2002).
Innerhalb Deutschlands lebte Selinger in München und seit 2001 in der schleswig-holsteinischen Gemeinde Wewelsfleth.

## Werke
- Karlchen Kummer oder wie man ein blaues Kamel zähmt. Zeichnungen von Rolf Rettich. Ensslin und Laiblin, Reutlingen 1977, ISBN 978-3-7709-0405-1.
- Schaukel. Ach Sommer. Erzählung. S. Fischer, Frankfurt am Main 1988, ISBN 978-3-596-22360-2.